# Aliaksandra Herasimenia
Aliaksandra Viktorovna Herasimenia ou Aleksandra Gerasimenya (em bielorrusso:  Аляксандра Віктараўна Герасіменя; Minsk, 31 de dezembro de 1985) é uma nadadora bielorrussa que conquistou duas medalhas de prata nos Jogos Olímpicos de Londres de 2012, nas provas dos 50 e 100 metros livre.

## Atividade política
Herasimenia tem sido uma opositora ao regime bielorrusso, liderado por Aleksandr Lukashenko, criticando o apoio dado pelo país à Invasão da Ucrânia pela Rússia em 2022. 
Em 26 de dezembro de 2022 foi condenada a 12 anos de prisão, considerada culpada de atos que ameaçam a segurança do país e de ter solicitado a imposição de sanções ao país. O julgamento aconteceu sem a sua presença. 